# Лийтрим
Лийтрим (на английски: County Leitrim, Каунти Лийтрим; на ирландски: Contae Liatroma) е едно от 26-те графства на Ирландия. Намира се в провинция Конахт. Главен административен център е град Карик он Шанън. Граничи с графствата Каван, Лонгфорд, Слайгоу, Роскомън и Донигал. На северозапад граничи с Атлантическия океан. На север граничи със Северна Ирландия. Има площ 1588 km². Население 28 837 жители към 2006 г. Градовете в графството са Балинамор, Друмшанбоу, Карик он Шанън (най-голям по население), Манърхамилтън и Моухил.